# عصر الآلة

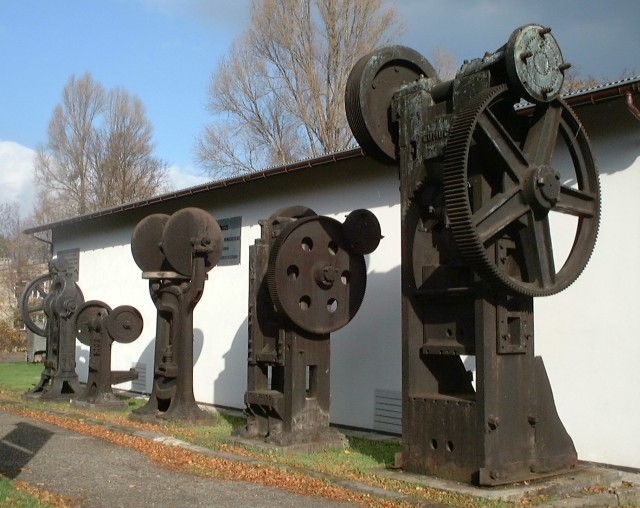
آلات تشغيل المعادن

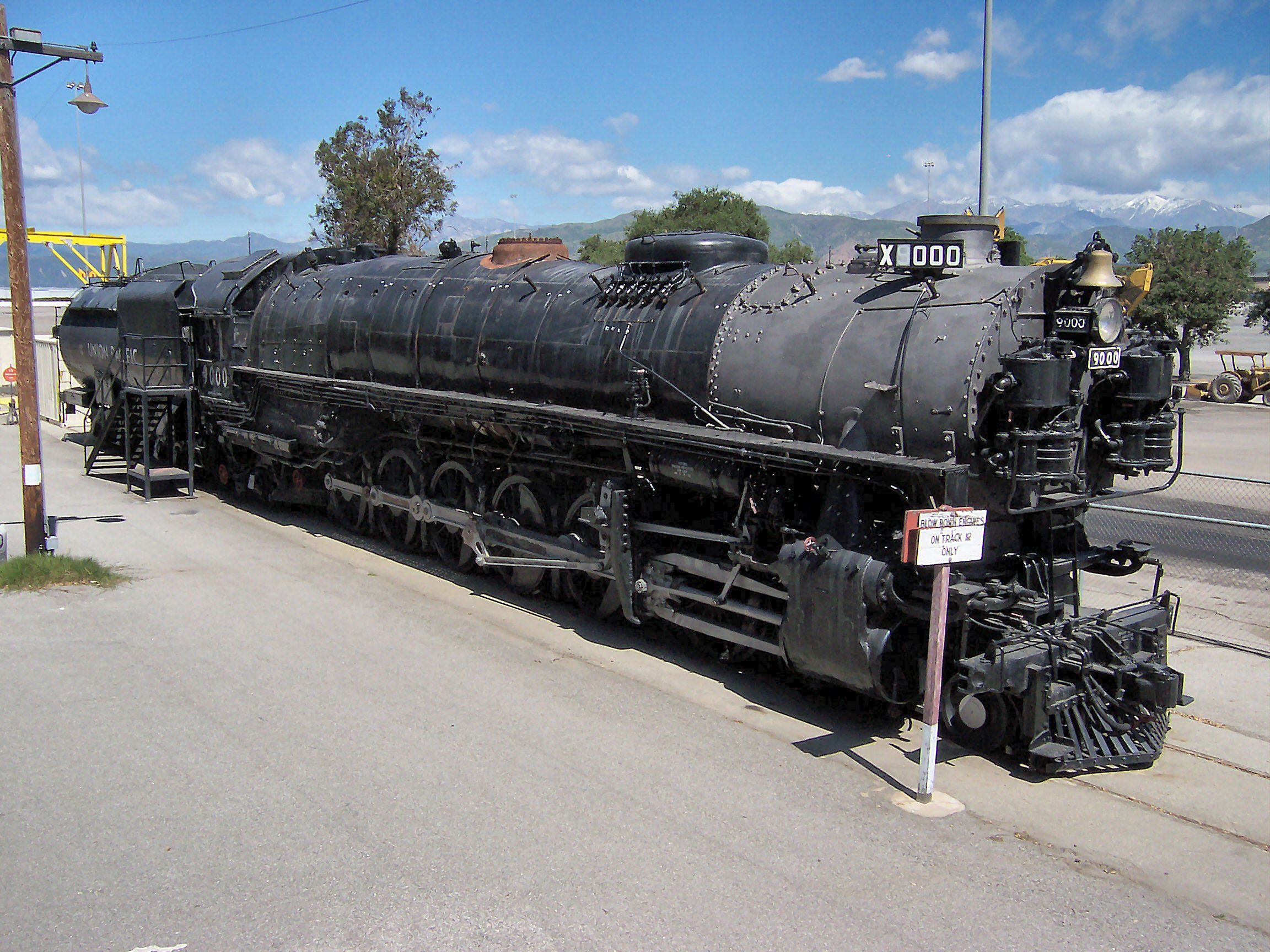
قاطرة شحن

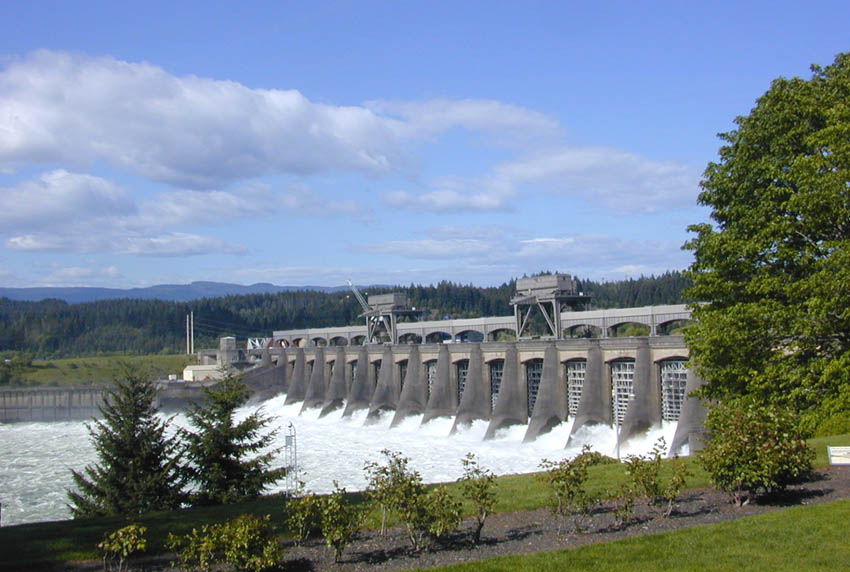
سد بونفيل (1933-1937)

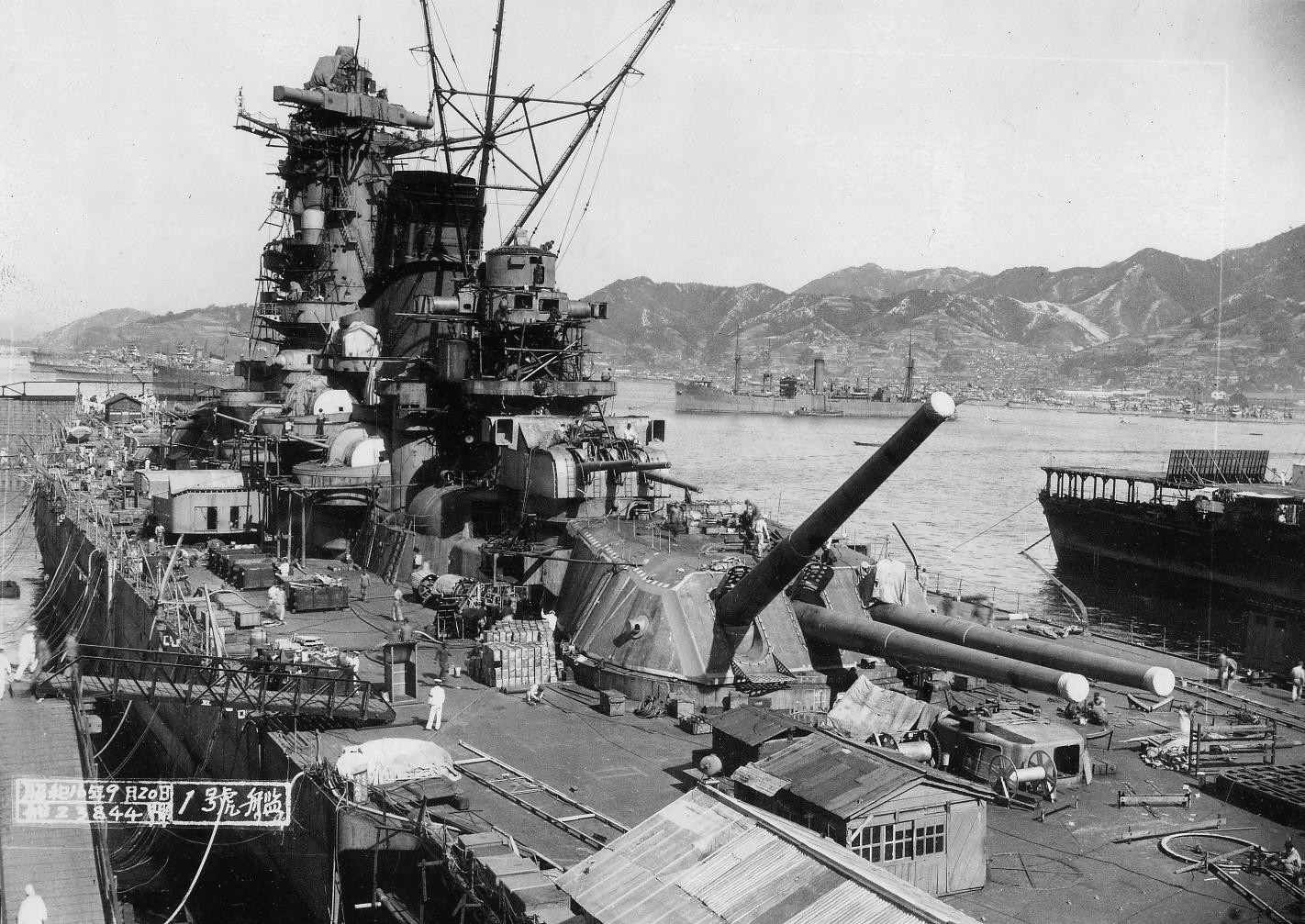
كانت ياماتو وغيرها من البوارج في الحرب العالمية الثانية أثقل سفن مدفعية تم إطلاقها على الإطلاق. لقد ثبت أنهم أقل شأنا من حاملات الطائرات والسفن الحربية التي تحمل صواريخ.

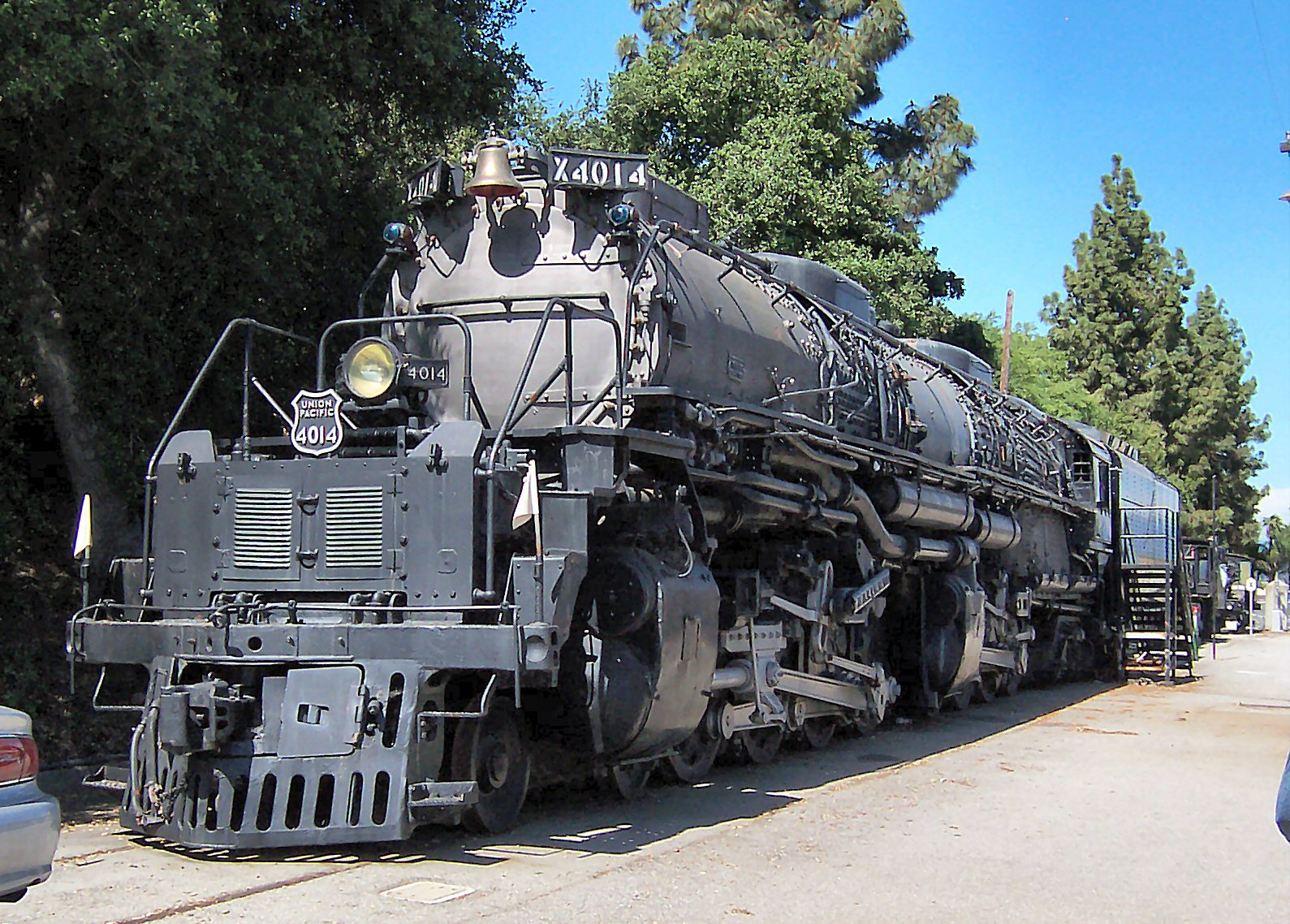
كانت بعض القاطرات التي بنيت في منتصف القرن العشرين هي الأثقل على الإطلاق.

عصر الآلة [1][2][3] هو عصر يشمل أوائل القرن العشرين إلى منتصفه، وأحيانًا يشمل أيضًا أواخر القرن التاسع عشر. التاريخ التقريبي سيكون حوالي 1880 إلى 1945. نظرًا لكونه في ذروته في الفترة بين الحربين العالميتين الأولى والثانية ، يتداخل عصر الآلة مع الجزء الأخير من الثورة الصناعية الثانية (التي انتهت حوالي عام 1914 في بداية العالم. الحرب الأولى) واستمرت حتى عام 1945 في نهاية الحرب العالمية الثانية. شهدت الأربعينيات من القرن الماضي بداية العصر الذري، حيث شهدت الفيزياء الحديثة تطبيقات جديدة مثل القنبلة الذرية،[4] الحواسيب الأولى،[5] والترانزستور.[6] أنهت الثورة الرقمية النموذج الفكري لعصر الآلة الذي تأسس في الميكانيكا وبشر بنموذج جديد أكثر تعقيدًا من التكنولوجيا العالية. أطلق على العصر الرقمي اسم عصر الآلة الثاني، مع تركيزه المتزايد على الآلات التي تقوم بمهام ذهنية.

## التطورات
تشمل القطع الأثرية لعصر الآلة ما يلي:
- استبدال المحرك البخاري الترددي بالتوربينات الغازية ومحركات الاحتراق الداخلي والمحركات الكهربائية
- الكهربة على أساس محطات إنتاج الطاقة الكهرومائية والحرارية وأنظمة التوزيع
- الإنتاج الضخم للبضائع كبيرة الحجم على خطوط التجميع المتحركة، وخاصة السيارات[7]
- آلات الإنتاج العملاقة، خاصة لإنتاج وتشغيل المعادن، مثل مصانع درفلة الصلب، وتصنيع مكونات الجسور، ومكابس جسم السيارات
- معدات نقل التربة القوية
- المباني ذات الإطارات الفولاذية ذات الارتفاع الكبير (ناطحة سحاب[8])
- تكنولوجيا الراديو والفونوغراف
- المطابع عالية السرعة، مما يتيح إنتاج الصحف والمجلات منخفضة التكلفة
- الأجهزة منخفضة التكلفة للسوق الشامل التي تستخدم محركات كهربائية حصانية جزئية، مثل المكنسة الكهربائية والغسالة
- السفر لمسافات طويلة سريع ومريح عن طريق السكك الحديدية والسيارات والطائرات
- تطوير وتوظيف الآلات الحربية الحديثة مثل الدبابات والطائرات والغواصات والبوارج الحديثة
- تبسيط التصاميم في السيارات والقطارات، متأثراً بتصميم الطائرات

## التأثير الاجتماعي
- ظهور إعلانات السوق الجماهيري والنزعة الاستهلاكية
- العلامات التجارية على الصعيد الوطني وتوزيع البضائع، لتحل محل الفنون والحرف المحلية
- التسوية الثقافية على الصعيد الوطني بسبب التعرض للأفلام والبث الشبكي
- دعاية حكومية منتجة بكميات كبيرة من خلال الصور المطبوعة والصوتية والأفلام
- استبدال الحرف الماهرة بعمالة منخفضة المهارة
- نمو الشركات القوية من خلال قدراتها على استغلال وفورات الحجم في شراء المواد والمعدات وتصنيعها وتوزيعها
- استغلال الشركات للعمالة المؤدي إلى إنشاء نقابات عمالية قوية كقوة موازنة
- الأرستقراطية ذات الاقتراع المرجح أو الاقتراع للذكور فقط استبدلت بالديمقراطية بالاقتراع العام، بالتوازي مع دول الحزب الواحد
- الموجة الأولى من النسويّة
- زيادة التخطيط الاقتصادي، بما في ذلك الخطط الخمسية والأشغال العامة واقتصاد الحرب العرضي، بما في ذلك التجنيد الإجباري والتقنين على مستوى البلاد

## التأثير البيئي
- استغلال الموارد الطبيعية مع القليل من الاهتمام بالعواقب البيئية؛ استمرارًا لممارسات القرن التاسع عشر ولكن على نطاق أوسع.
- إطلاق الأصباغ الاصطناعية والمنكهات الاصطناعية والمواد السامة في تيار الاستهلاك دون اختبار الآثار الصحية الضارة.
- صعود البترول كمورد استراتيجي

## العلاقات الدولية
- النزاعات بين الدول فيما يتعلق بالوصول إلى مصادر الطاقة (خاصة النفط) والموارد المادية (خاصة الحديد والمعادن المختلفة التي تُصنع بها) مطلوبة لضمان الاكتفاء الذاتي الوطني. كانت مثل هذه الصراعات تساهم في حربين عالميتين مدمرتين.
- ذروة الإمبريالية الجديدة وبداية إنهاء الاستعمار

## الفنون والعمارة
يُعتبر أن عصر الآلة قد أثر على:
- أفلام الديستوبيا (أدب المدينة الفاسدة) بما في ذلك أفلام تشارلي شابلن الحديثة وفريتز لانغ متروبوليس
- تبسيط تصميم وهندسة الأجهزة الحديثة
- أسلوب باوهاوس
- ستيم بانك - نوع من الخيال العلمي مستوحى من الآلات الصناعية التي تعمل بالبخار في القرن التاسع عشر
- ديزل بانك - نوع فرعي للخيال العلمي مستوحى من التكنولوجيا القائمة على الديزل من أوائل إلى منتصف القرن العشرين
- الفن الحديث